# Moineau
Pour les articles ayant des titres homophones, voir Moinaux et Moynot.
Cet article concerne les oiseaux. Pour les autres significations du mot, voir Moineau (homonymie).
Taxons concernés
Une grosse trentaine d'espèces des genres :
- Carpospiza
- Gymnoris
- Lonchura
- Passer
- Petroniamodifier

Les moineaux sont des oiseaux de la famille des Passeridae, répartis en plusieurs espèces, dont la plus répandue est le Moineau domestique. L'origine de ce terme n'est pas certaine : il pourrait dériver de l'ancien français septentrional moinet, en raison de la ressemblance du plumage de l'oiseau et de l'habit des moines, ou de l'ancien français moisnel désignant la moisson.

## Listes de moineaux

### Moineaux de la CINFO
Si l'on s'en tient aux appellations normalisées de la commission  internationale des noms français des oiseaux (CINFO), on compte 32 espèces de moineaux :
| - Grand Moineau — Passer motitensis - Moineau d'Abd'Al-Kuri — Passer hemileucus - Moineau d'Arabie — Passer euchlorus - Moineau blanc — Passer simplex - Moineau bridé — Gymnoris superciliaris - Moineau du Cap-Vert — Passer iagoensis - Moineau domestique — Passer domesticus - Moineau doré — Passer luteus - Moineau d'Emin — Passer eminibey - Moineau espagnol — Passer hispaniolensis - Moineau flavéole — Passer flaveolus - Moineau friquet — Passer montanus - Moineau à gorge jaune — Gymnoris xanthocollis - Moineau gris — Passer griseus - Moineau mélanure — Passer melanurus - Moineau de la mer Morte — Passer moabiticus | - Moineau pâle — Carpospiza brachydactyla - Moineau perroquet — Passer gongonensis - Moineau à point jaune — Gymnoris pyrgita - Moineau roux — Passer rufocinctus - Moineau roux du Kordofan — Passer cordofanicus - Moineau roux de Shelley — Passer shelleyi - Moineau rutilant — Passer rutilans - Moineau des saxaouls — Passer ammodendri - Moineau du Sind — Passer pyrrhonotus - Moineau de Socotra — Passer insularis - Moineau de Somalie — Passer castanopterus - Moineau soulcie — Petronia petronia - Moineau sud-africain — Passer diffusus - Moineau swahili — Passer suahelicus - Moineau de Swainson — Passer swainsonii - Petit Moineau — Gymnoris dentata |

### Moineaux non normalisés
Dans le langage courant, d'autres espèces sont appelées moineaux, et certaines des espèces précédentes ont d'autres appellations :
- Moineau cisalpin — Passer italiae ou P. domesticus italiae
- Moineau domino — Lonchura striata
- Moineau du Japon — Lonchura domestica, pouvant être considérée comme sous-espèce de Lonchura striata
- etc.

## Moineau dans la culture populaire
En langage populaire et notamment dans l'argot parisien, le moineau était appelé un « piaf » dès la fin du XIXe siècle. Sans doute une onomatopée d'après son cri. Par extension progressive, le piaf a désigné par la suite n'importe quel petit oiseau et enfin un oiseau, quel qu'il soit.
En Suisse romande, le moineau est aussi appelé « tiolu », du patois tiola, « Tuile ».
En 1939, Édith Giovanna Gassion est surnommée « la môme piaf » car moineau était déjà pris comme nom de scène par une chanteuse des années 1920, « La môme Moineau ». Elle deviendra ensuite Édith Piaf.